# Arleen Whelan
Arleen Whelan (Salt Lake City, Utah, 1 de septiembre de 1916 - Condado de Orange, California, 7 de abril de 1993) fue una actriz estadounidense.

## Biografía
Arleen Whelan nació en 1916 en Salt Lake City en el estado estadounidense de Utah. Antes de convertirse en actriz, trabajó en el sur de California como manicurista, contribuyendo con sus ganancias a ayudar económicamente a su familia.
Su carrera en el mundo de la actuación comenzó, supuestamente, después de que el director de 20th Century Fox, H. Bruce Humberstone, la viera trabajando como manicurista en una barbería. Después de realizarla una prueba de pantalla, el estudio eligió a Whelan como la protagonista femenina en la versión cinematográfica de la novela de Robert Louis Stevenson, Secuestrado (1938), lo que sería su primer papel protagonista en una película. Desde entonces hasta 1957, en que se retiró de la actuación, apareció en más de veinticinco películas.
Los créditos de Whelan en Broadway incluyen Oh, Brother! (1945) y The Doughgirls (1942).

## Vida personal
En septiembre de 1940 Whelan se casó con el actor Alexander D'Arcy y se divorciaron en 1943. El 1 de octubre de 1942 se volvió a casar con Hugh Owen (distribuidor de películas). Se separaron el 8 de julio de 1952 y ella solicitó el divorcio en 1953. Su tercer matrimonio, con Warren O. Cagney, también terminó en divorcio.
El 8 de abril de 1993, murió en Orange, California, de un derrame cerebral.

## Filmografía

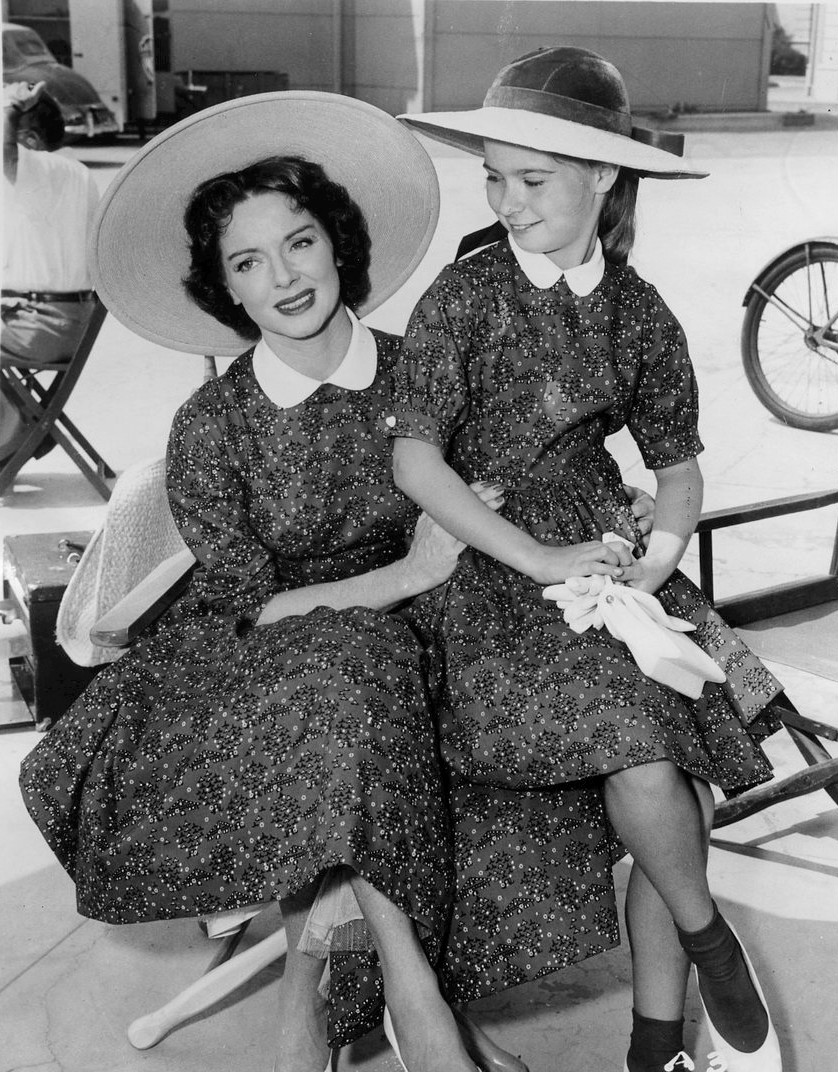
Arleen Whelan y Lydia Reid en el episodio "Shadow on the Sand" de Warner Bros. Presents.

| Año  | Título                       | Papel               | Notas         |
| ---- | ---------------------------- | ------------------- | ------------- |
| 1937 | On Again-Off Again           | Personaje menor     | Sin acreditar |
| 1938 | Kidnapped                    | Jean MacDonald      |               |
| 1938 | Gateway                      | Catherine O'Shea    |               |
| 1938 | Thanks for Everything        | Madge Raines        |               |
| 1939 | Boy Friend                   | Sue Duffy           |               |
| 1939 | Young Mr. Lincoln            | Sarah Clay          |               |
| 1939 | Sabotage                     | Gail                |               |
| 1940 | Young People                 | Judith              |               |
| 1940 | Charter Pilot                | Raquel Andrews      |               |
| 1941 | Charley's Aunt               | Kitty Verdun        |               |
| 1942 | Castle in the Desert         | Brenda Hartford     |               |
| 1942 | Sundown Jim                  | Catherine Barr      |               |
| 1943 | Stage Door Canteen           | Ella misma          |               |
| 1947 | Suddenly, It's Spring        | Gloria Fay          |               |
| 1947 | Ramrod                       | Rose Leland         |               |
| 1947 | Variety Girl                 | Chica de variedades | Sin acreditar |
| 1947 | The Senator Was Indiscreet   | Valerie Shepherd    |               |
| 1948 | That Wonderful Urge          | Jessica Woods       |               |
| 1949 | Dear Wife                    | Tommy Murphy        |               |
| 1951 | Passage West                 | Rose Billings       |               |
| 1952 | Flaming Feather              | Carolina            |               |
| 1953 | Never Wave at a WAC          | Sgt. Toni Wayne     |               |
| 1953 | San Antone                   | Julia Allerby       |               |
| 1953 | The Sun Shines Bright        | Lucy Lee Lake       |               |
| 1956 | The Women of Pitcairn Island | Hutia               |               |
| 1957 | The Badge of Marshal Brennan | Murdock             |               |
| 1957 | Raiders of Old California    | Julie Johnson       |               |